# 安楽好正
安楽 好正（あんらく よしまさ、1948年1月1日 - ）は、イベントクリエーター、プランナー、プロデューサー、広告制作業者で、大津市の政治家。デザイナーとして活動しながら、大津市で市民活動を行い、2007年には大津市議会議員となった。所属会派は対話の会・杣で、副代表を務める 。市民グループ「アクション21」の事務局長 。大津市三井寺在住。

## 経歴
1948年、大津市に生まれる 。父は労働組合幹部。平野小学校を卒業、打出中学校では野球部のエースで、主将として「民主的な野球部」を目指すが失敗。その後、定時制高校編入する。1966年に京都産業デザイン研究所を卒業、1968年に大阪編集工房に入社 。1971年に日本交通事業社（現ジェイアイシー）に入社、ディスカバー・ジャパンやジェイティービーの広告を手がける。
1978年に株式会社キックオフを設立。業務を拡大し、ジェイティービーの旅行雑誌『たびたび』の発行、掛布雅之の写真集の編集、国際花と緑の博覧会のアートディレクションなどに携わる。1993年に「一身上の都合で解散」（京阪電車大津線のサイトには、1995年に会社が倒産したとある）、帰郷し、1994年に株式会社ワイアンドエーを設立し、大津に活動を移す。
1996年に日常の風景を慈しむ考古学ならぬ「考現学」を考案し、「大津考現学倶楽部」を設立する 。1997年には「大津の町家を考える会」を発足させ、この間フリーマーケットなどを開く。1998年に季刊『三井寺』を制作。2002年に京阪電車石山坂本線の応援団体、「勝手に京阪いっさか線学会」を設立。
大津市役所の浜大津への移転計画の反対運動などにも関わる 。2006年の滋賀県知事選挙では嘉田由紀子を支援し、2007年の大津市議会選挙でも嘉田知事の支援を表明、対話でつなごう滋賀の会の推薦を受ける。「もったいない」をキャッチフレーズに無党派層の票を集め、40人の定数の中で最後尾に当選した 。
2007年9月に2008年の大津市長選に向けて、「対話の会・びわこねっと」の沢田享子県議と、「大津市長選を探るシンポジウム」を開いた 。

## 議会での役職[3]
- 施設常任委員会委員
- 中核市移行対策特別委員会委員
- 特別・企業会計決算特別委員会委員